# Terremoto de Licia de 141
El terremoto de Licia de 141 se produjo entre los años 141 y 142 d. C. Afectó a la mayor parte de las provincias romanas de Licia y Caria y a las islas de Rodas, Cos, Symi y Serifos. Provocó un grave tsunami que causó grandes inundaciones. El epicentro de este seísmo no está bien delimitado, y se ha sugerido su localización en el extremo norte de Rodas, en tierra firme turca, al norte de Rodas, cerca de Marmaris  y por debajo del mar al este de Rodas.